# Trichaeta basifera
Trichaeta basifera là một loài bướm đêm thuộc phân họ Arctiinae, họ Erebidae.